# Íncubo

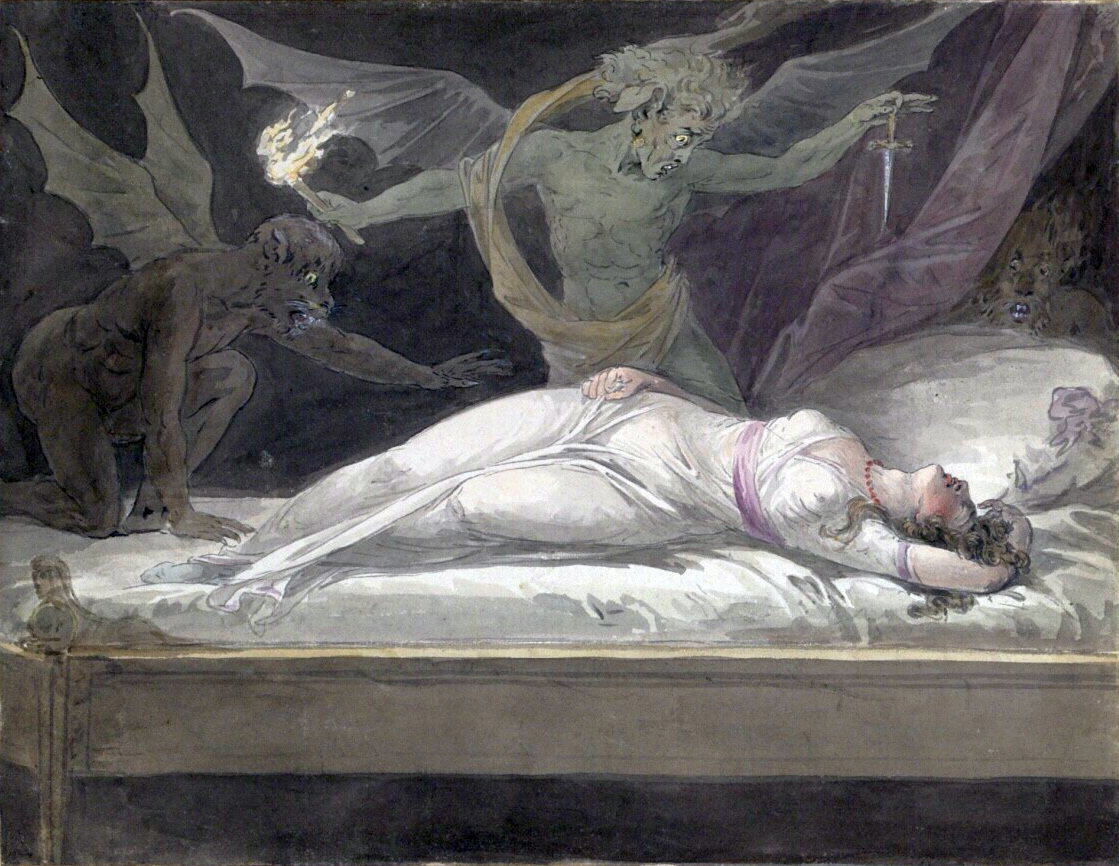
Incubus, de Salvatore Viganò (1870).

Íncubo (em latim incubus, de incubare), conforme lendas e tradições,  é um demónio na forma masculina que procura mulheres adormecidas a fim de ter uma relação sexual com elas.  A versão feminina é chamada de súcubo.
Na  Europa medieval, acreditava-se que a união com um incubus resultava no nascimento de bruxas, demónios, e humanos deformados. O lendário mago  Merlin   teria sido concebido por um incubus. 
Existem paralelos em muitas  culturas .

## Origem da palavra
A palavra "incubus" deriva do latim, incubus (pesadelo) e incubare (deitar em cima de, pesar sobre, chocar).  Já succubus vem de uma alteração do antigo latim succuba significando prostituta. A palavra também é considerada uma derivação do prefixo latino "sub-", que significa "em baixo, por baixo", e da forma verbal "cubo", ou seja, "eu me deito".[carece de fontes?]

## História
Durante o século XV, líderes religiosos ligados à Inquisição criaram o Malleus Maleficarum, "O Martelo das Bruxas" ou mesmo "Código Penal das Bruxas", que supunha que todas as bruxas se submetiam voluntariamente aos incubo, pois acreditavam na existência objetiva dos espíritos malignos, sendo instrumentos do demônio.[carece de fontes?]

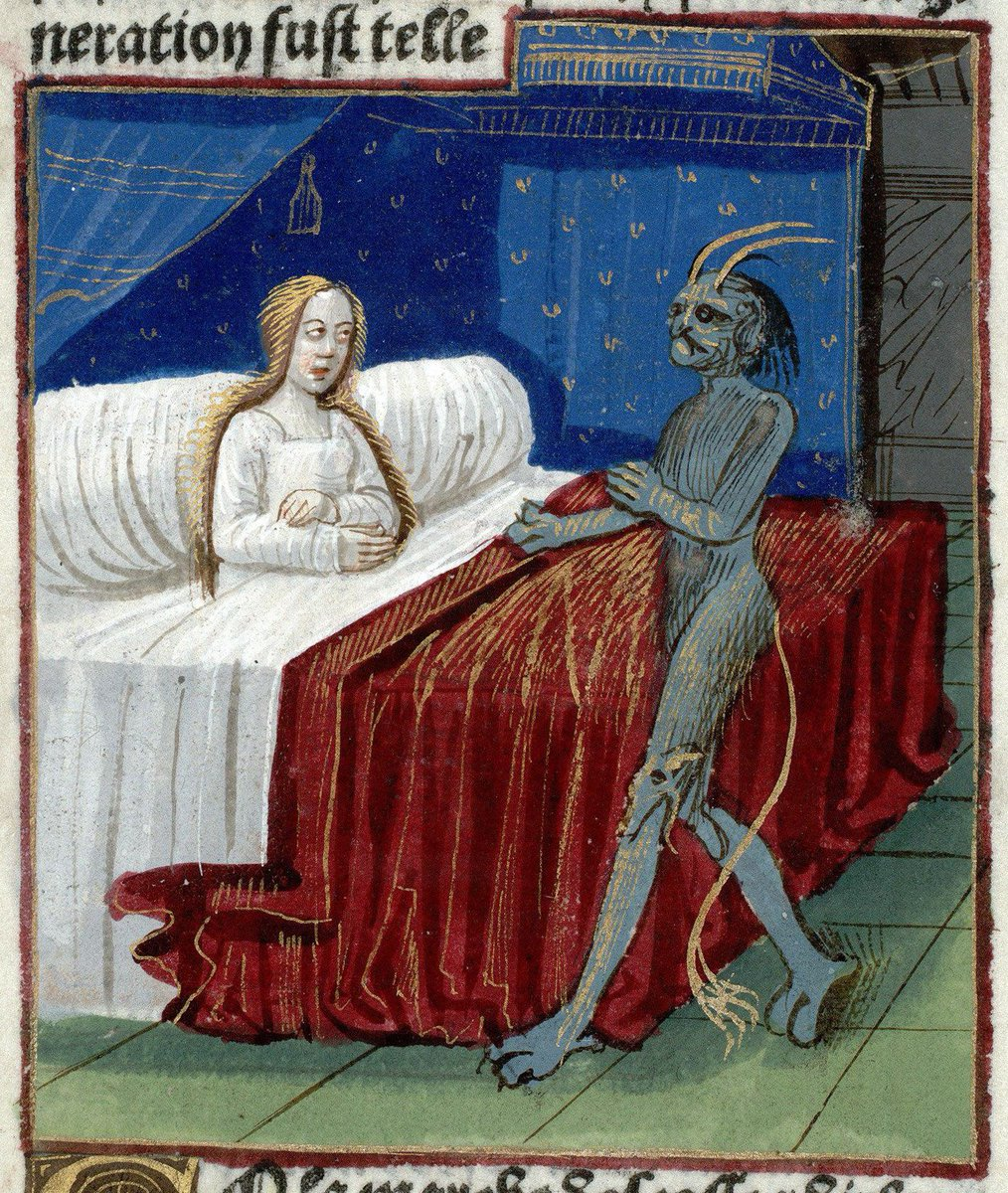
A concepção de Merlin, na obra Lancelote-Graal (Século XIII)

## Meio de ataque
O íncubo geralmente aparece em sonhos em que a vítima está sentindo prazer, ou quando ela não tem capacidade de se defender. Ele toma a forma mais atraente para a vítima, atraindo-a para si com seu magnetismo, sugando a energia sexual de sua parceira. Indefesa diante da situação, a vítima desse ser oferece involuntariamente sua energia, como forma de retribuição, durante os atos cometidos. Ao acordar se sente fragilizada e cansada, apesar de, na maioria das vezes, não se lembrar de nada.[carece de fontes?]
O Íncubo é uma figura demoníaca intimamente associada ao vampirismo que frequentemente ataca uma pessoa noite após noite, como o vampiro dos ciganos, deixando suas vítimas exaustas. Entretanto, Íncubos e Súcubos são diferentes do vampiro na medida em que não sugavam sangue nem roubavam a energia da vida. A experiência do ataque de um Íncubo ou Súcubo varia de extremo prazer ao absoluto terror.[carece de fontes?]